# Bundesautobahn 559
La Bundesautobahn 559, abbreviata anche in A 559, è una breve autostrada tedesca della lunghezza di 7 km che unisce il quartiere Deutz della città di Colonia all'autostrada A 4 e all'autostrada A 59.

## Percorso
| A 559 |           |                      |     |                |                |
| Tipo  | n° uscita | Indicazione          | km  | Corrispondenze | Strada europea |
|       |           | Inizio Autostrada    | 1,0 |                |                |
|       |           | Köln Severinsbrücke  | 1,5 |                |                |
|       |           | Köln Am Grauen Stein | 2,1 |                |                |
|       |           | Köln-Kalk            | 2,7 |                |                |
|       |           | Köln Vingst          | 4,2 |                |                |
|       | 1         | Kreuz Gremberg       | 5,0 |                |                |
|       | 2         | Köln Gremberghoven   | 7,7 |                |                |
|       | 3         | Dreieck Porz         | 8,4 |                |                |